# سواد (إب)

تعديل مصدري - تعديل

سواد هي إحدى قرى عزلة بني محرم بمديرية إب التابعة لمحافظة إب، بلغ تعداد سكانها 855 نسمة حسب تعداد اليمن لعام 2004.